# Chris Roberson

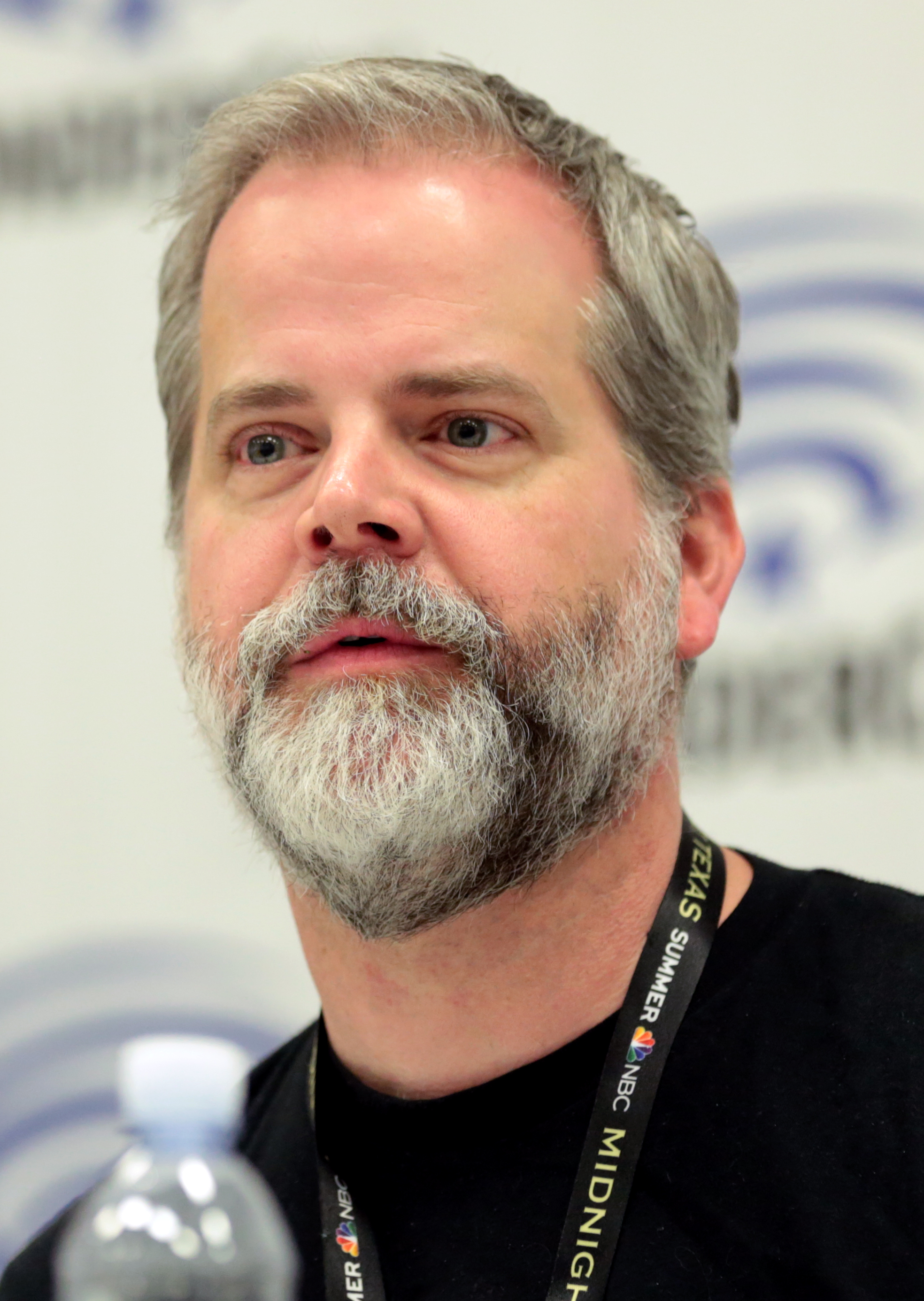
Roberson auf der WonderCon 2017

Chris Roberson (* 25. August 1970 nahe Dallas, Texas) ist ein US-amerikanischer Science-Fiction-Schriftsteller, -Herausgeber und Posaunist am bekanntesten für Alternativweltgeschichten und Kurzgeschichten. Momentan lebt er in Portland, Oregon.

## Biografie
Roberson wuchs in der Nähe von Dallas auf und besuchte die University of Texas in Austin. Nach seinem Abschluss in englischer Literatur und dem Nebenfach Geschichte hatte er verschiedene Jobs inne – darunter sieben Jahre als Produkt-Support-Ingenieur für Dell Technologies – bevor er 2003 seinen Job kündigte, um den Kleinverlag MonkeyBrain Books zu gründen.
Er zitiert seine Erziehung in den 1970er und 1980er Jahren als seine Hauptinspiration, da Science-Fiction zu dieser Zeit in Amerika besonders verbreitet war und sagt:

“Everything from Saturday-morning cartoons to comic books to late-night B-movies to pulp novel reprints to blockbuster summer movies--it was all science fiction, in one form or another.”

„Alles, von Cartoons am Samstagmorgen über Comics bis hin zu B-Filmen bis spät in die Nacht, Nachdrucke von Romanen bis hin zu Blockbuster-Sommerfilmen - alles war Science-Fiction in der einen oder anderen Form.“

Nach dem College erklärte er, er neige dazu, ein literarischerer postmoderner Schriftsteller zu werden. Er habe vor, ein paar Romane zu diesem Zweck zu schreiben, von denen er meinte, dass sie niemals das Licht der Welt erblicken werden, nachdem er erkannt hatte, dass er einfach nicht „depressiv genug für diese Arbeit war“. In seinen Zwanzigern schrieb er ein paar Kriminalromane, sah sie als kommerzielles Unterfangen an, entschied sich jedoch dazu, sie in Genre-Titel zu verwandeln, zwischen Mysterium und der Science-Fiction und interessanten Verlegern von beiden. Letztendlich entschied er sich für Science Fiction und sagte:

“My brain tends to work along the lines of science fiction tropes. Whenever I run into an odd little bit of trivia, some obscure historical fact or odd scientific principle, I can't help but start thinking of ways I could use it in a story.”

„Mein Gehirn neigt dazu, nach dem Vorbild von Science-Fiction-Tropen zu arbeiten. Immer wenn ich auf seltsame Kleinigkeiten, obskure historische Tatsachen oder seltsame wissenschaftliche Prinzipien stoße, muss ich mir überlegen, wie ich sie in einer Geschichte verwenden könnte.“

Seine Schriften wurden positiv vom Locus Magazine, dem Magazine of Fantasy & Science Fiction, Asimovs Science Fiction, TheNew Yorker Review of Science Fiction, Infinity Plus und RevolutionSF bewertet. Nach vielen Jahren in Austin, Texas, zog er mit seiner Frau Allison Baker und ihrer kleinen Tochter Georgia nach Portland, Oregon.

## Clockwork Storybook
Von 1998 bis 2002 war Roberson Teil des Schriftstellerkollektivs Clockwork Storybook, zusammen mit dem bekannten Comicautor Bill Willingham, Lilah Sturges und Mark Finn.
Gestartet als Schreibgruppe wurde CWSB (Clockwork Storybook) zu einer monatlichen Online-Anthologie und dann zu einem gleichnamigen kleinen Buchverlag. Roberson produzierte vier Romane unter CWSB, als das Kollektiv versuchte, von der Revolution des Print-On-Demand zu profitieren. Dies scheiterte schließlich und die vier Gründer gingen getrennte Wege.
Zwei von Robersons CWSB-Büchern wurden später erweitert und neu gedruckt. Aus Any Time At All (September 2002) wurde Here, There & Everywhere (Pyr, 2005), und Set The Seas On Fire (Dezember 2001) wurde für die 2007er April-Ausgabe von Solaris erweitert. Voices of Thunder (Februar 2001) wurde überarbeitet, um zu Book of Secrets für die Veröffentlichung durch Angry Robot im August 2009 zu werden.

## Nach Clockwork
Nach dem Ende von Clockwork Storybook konzentrierte sich Roberson auf sein Schreiben und verkaufte eine Kurzgeschichte (seinen ersten professionellen Verkauf) an die Roc-Anthologie Live Without a Net. Sie wurde 2003 veröffentlicht und ebnete ihm den Weg für zukünftige Verkäufe an Asimovs Science Fiction und anderen Anthologien. Im Jahr 2004 kaufte Lou Anders (inzwischen von Roberson als „so etwas wie einen persönlicher Gönner“ angesehen), inzwischen Redaktionsleiter bei Prometheus Books neuer SF-Marke Pyr, eine erweiterte Version eines von Robersons CWSB-Büchern: Any Time At All, das 2005 als Here, There & Everywhere veröffentlicht wurde.
Nachdem Roberson 2003 „in den wenigen Jahren, in denen er beim Betrieb des CWSB-Impressums mitgeholfen hatte, entdeckt zu haben, dass [er] es wirklich genossen hat, ein Verleger zu sein“, startete er seinen eigenen Verlag. Teilweise war dieser Schritt von der Auflösung des CWSB inspiriert, und Roberson hatte einige Projekte von Schriftstellern entdeckt, die er untals Verleger herausbringen wollte. Er entschied jedoch, dass MonkeyBrain Books sich ausschließlich mit „traditionellen Offset-Taschenbüchern und Hardcovern“ befassen würde, die international vertrieben werden und nicht ausschließlich auf Anfrage gedruckt werden.
Er hat auch mehrere Geschichten zu den jährlichen Anthologien der Tales of the Shadowmen beigetragen.
Er bereitet eine Serie vor, die sich an das Publikum junger Erwachsener richtet und den Titel  Celestial Empire trägt. Die erste Sammlung trägt den Untertitel Fire Star.
Roberson hat auch Kurzgeschichten für Magazine wie Asimov's Science Fiction, Postscripts, Black October, Fantastic Metropolis, RevolutionSF, Twilight Tales, Opi8, Alien Skin, Electric Velocipede, Subterranean und Lone Star Stories geschrieben.
Er ist Herausgeber der Anthologie-Reihe Adventure, die erstmals im November 2005 von MonkeyBrain Books veröffentlicht wurde.
Roberson schreibt auch Bücher für die Veröffentlichung der Black Library; Dawn of War II, veröffentlicht im März 2009, und Sons of Dorn, die Anfang 2010 herauskamen.

## MonkeyBrain
Seit 2003 ist er Herausgeber (zusammen mit seiner Geschäftspartnerin und Ehefrau Allison Baker) von MonkeyBrain Books, einem unabhängigen Verlag mit Sitz in Austin, Texas, der sich auf das Genre-Fiction spezialisiert hat und auf Sachbuch-Genre-Studien.
Im November 2005 gab Roberson den ersten Band einer geplanten jährlichen Reihe von „Adventure“ -Anthologien heraus, die „Original-Fiktion im Geiste von Pulp-Fiction-Magazinen des frühen 20. Jahrhunderts“ aus allen Genres sowie Beiträge von (unter anderem) Lou Anders, Paul Di Filippo, Mark Finn, Michael Moorcock und Kim Newman enthielten.

## Comics
Im Juli 2008 wurde auf der San Diego Comic-Con International bekannt gegeben, dass Roberson an einer Comic-Miniserie im Universum von DC Comics für Vertigoan der Serie Fables arbeiten wird, die von Bill Willingham, einem ehemaligen Autor des Clockwork Storybook erstellt wurde.
Robersons Miniserie trägt den Titel Cinderella: From Fabletown with Love und wird vom Autor als „Spione, Sex und Schuhe“ beschrieben. Illustriert von Shawn McManus und Ende 2009 / Anfang 2010 veröffentlicht, „beantwortet es die Frage, was mit Cinderellas guter Fee passiert ist.“ 2015 schrieb er für Legendary Comics den Thriller-Comic Black Bag, der Zeichnungen von J.B. Bastos enthält.

## Auszeichnungen
Er war viermal Finalist für den World Fantasy Award – jeweils einmal für den World Fantasy Award für die beste Kurzgeschichte (2004) und den World Fantasy Award für die beste Anthologie-Bearbeitung (2006) für Adventure Vol. 1, left und zweimal für den World Fantasy Special Award: Professional Publishing (2006), (2008). Zweimal war er Finalist für den Astounding Award for Best New Writer in Science Fiction als bester neuer Schriftsteller. Er gewann 2009 den Sidewise Award für The Dragon's Nine Sons. Er wurde außerdem zweimal für den Sidewise Award, den er 2004 mit seiner Kurzgeschichte O One gewann. Sein Roman Paragaea wurde in die Waterstones-Top Ten SF-Liste für 2006 aufgenommen.

## Bibliografie

### Romane

#### Bonaventure-Carmody
- 1. Any Time at All: The Lives and Time of Roxanne Bonaventure. Clockwork Storybook 2002, ISBN 1-932004-00-9.
- 2. Paragaea: A Planetary Romance. Pyr 2006, ISBN 1-59102-444-7.
- 3. Set the Seas on Fire. Clockwork Storybook 2001, ISBN 0-9704841-9-4.
- 4. End of the Century. Pyr / Prometheus Books 2009, ISBN 978-1-59102-697-6.[7]

#### Celestial Empire
- 1. The Voyage of Night Shining White. PS Publishing 2006, ISBN 1-904619-69-X.
- 2. The Dragon's Nine Sons. Solaris US 2008, ISBN 978-1-84416-524-7.
- 3. Iron Jaw and Hummingbird. Viking 2008, ISBN 978-0-670-06236-2.
- 4. Three Unbroken. Solaris 2009, ISBN 978-1-84416-596-4.

 Kurzgeschichten 
- O One. in:  Live Without a Net. Roc / New American Library 2003, ISBN 0-451-45925-3.
- Red Hands, Black Hands. in: Asimov's Science Fiction. Dell Magazines 2004.
- Gold Mountain. in: Postscripts. PS Publishing 2005, ISBN 1-904619-42-8.
- The Sky Is Large and the Earth Is Small. in: Asimov's Science Fiction. Dell Magazines 2007.
- Metal Dragon Year. in: Interzone, #213. TTA Press 2007.
- The Line of Dichotomy. in: The Solaris Book of New Science Fiction: Volume Two. Solaris 2008, ISBN 978-1-84416-542-1.

### Firewalk / Recondito
- 1. Firewalk. Night Shade Books 2016, ISBN 978-1-59780-593-3.
- 2. Firewalkers Night. Shade Books 2016, ISBN 978-1-59780-912-2.

### Shark Boy and Lava Girl Adventures
- 1. The Day Dreamer. TroubleMaker Publishing 2005, ISBN 1-933104-04-X. (mit Robert Rodriguez)
- 2. Return to Planet Drool. TroubleMaker Publishing 2005, ISBN 1-933104-05-8. (mit Robert Rodriguez)

### Spencer Finch
- 1. Voices of Thunder. Clockwork Storybook 2001, ISBN 0-9704841-0-0.
- 2. Book of Secrets. Angry Robot 2009, ISBN 978-0-00-732245-9.

### Warhammer 40.000
- Dawn of War II. Black Library / BL Publishing (UK) 2009, ISBN 978-1-84416-687-9.
  - Kriegsruf. Heyne 2010, Übersetzer Christian Jentzsch, ISBN 978-3-453-52690-7.
- Sons of Dorn. lack Library / BL Publishing (UK) 2010, ISBN 978-1-84416-788-3.

### Weitere Romane
- Cybermancy, Incorporated. Clockwork Storybook 2001, ISBN 0-9704841-6-X.
- X-Men: The Return. Pocket Star Books 2007, ISBN 978-1-4165-1075-8.
- Star Trek:Brave New World. Pocket Books 2008, ISBN 978-1-4165-7181-0.
- Further: Beyond the Threshold. 47North 2012, ISBN 978-1-61218-243-8.
- Fortress of the Dead. Abaddon Books 2020, ISBN 978-1-78108-854-8.

### Weitere Kurzgeschichten
- Fire in the Lake. in: Subterranean Online, Fall 2007.
- Thy Saffron Wings. in: Postscripts, Summer 2008. PS Publishing 2008, ISBN 978-1-906301-34-7.
- Mirror of Fiery Brightness. in: Subterranean Online, Fall 2008.
- All Under Heaven. in: Firebirds Soaring: An Anthology of Original Speculative Fiction. Firebird / Penguin 2009, ISBN 978-0-14-240552-9.
- Dragon King of the Eastern Sea. in: We Think, Therefore We Are. DAW Books 2009, ISBN 978-0-7564-0533-5.
- A Knight of Ghosts and Shadows. in: Masked. Gallery Books 2010, ISBN 978-1-4391-6882-0.
- Edison's Frankenstein. in: Edison's Frankenstein (Postscripts #20/21). PS Publishing 2009, ISBN 978-1-84863-047-5.
- Death on the Crosstime Express. in: Sideways in Crime. Solaris 2008, ISBN 978-1-84416-566-7.
- The Jewel of Leystall. in Cross Plains Universe: Texans Celebrate Robert E. Howard. MonkeyBrain Books 2006, ISBN 1-932265-22-8.
- Mariner. in: Old Mars. Bantam Books 2013, ISBN 978-0-345-53727-0.[8][9]
- So Far From Us in All Ways. in: The Many Faces of Van Helsing. Ace Books 2004, ISBN 978-0-441-01170-4.
- Contagion. in: FutureShocks. Roc / New American Library 2006, ISBN 0-451-46065-0.
- Eventide. in: Forbidden Planets. DAW Books 2006, ISBN 0-7564-0330-8.

### Herausgegebene Anthologie
- Adventure Vol. 1. MonkeyBrain Books 2005, ISBN 1-932265-13-9.

### Comics (Auswahl)
Titel erschienen bei DC Comics und Vertigo:

#### House of Mystery
- 13th Time's the Charm. inb: House of Mystery: The Space Between., tpb 2010, ISBN 1-4012-2581-0.
- Trick or Treat! in: House of Mystery: The Beauty of Decay. tpb  2010, ISBN 1-4012-2756-2.
- Devil's Lake. in: House of Mystery: Conception. tpb 2012, ISBN 1-4012-3264-7.

#### Fables
- Jack of Fables. in: The New Adventures of Jack and Jack. tpb 2010, ISBN 1-4012-2712-0.
  - Cinderella: From Fabletown with Love. #1–6 in: From Fabletown with Love. tpb 2010, ISBN 1-4012-2750-3. (mit Shawn McManus)
  - Cinderella: Fables are Forever. #1–6 in: Fables are Forever. tpb 2012, ISBN 1-4012-3385-6. (mit Shawn McManus)
- iZombie. 2010–2012, (mit Mike Allred, Gilbert Hernandez und Jay Stephens),  in:
  - Dead to the World. #1–5, tpb 2011, ISBN 1-4012-2965-4.
  - uVampire. #6–12, tpb 2011, ISBN 1-4012-3296-5.
  - Six Feet Under & Rising. #13–18, tpb 2012, ISBN|1-4012-3370-8.
- Superman/Batman #79–80 in: World's Finest. 2011 (mit Jesus Merino)
- Superman. #707–711, #713–714,  2011, in: Superman: Grounded vol.2. hc 2011, ISBN 1-4012-3316-3. (mit Allan Goldman, Eddy Barrows, Travel Foreman, Jamal Igle und Diogenes Neves)

Titel erschienen bei Boom! Studios:
- Do Androids Dream of Electric Sheep?: Dust to Dust. 2010. (mit Robert Adler) in:
  - Volume 1. #1–4, tpb 2010, ISBN 1-60886-027-2.
  - Volume 2. #5–8, tpb 2011, ISBN 1-60886-618-1.
- Stan Lee's Starborn. 2010 (mit Khary Randolph und Matteo Scalera) in:
  - Volume 1. #1–4, tpb 2011, ISBN 1-60886-059-0.
  - Volume 2. #5–8, tpb 2011, ISBN 1-60886-064-7.
  - Volume 3. #9–12, tpb 2012, ISBN 1-60886-088-4.
- Elric: The Balance Lost. 2011, (mit Francesco Biagini) in:
  - Volume 1. #1–4, 128 pages, tpb 2012, ISBN 1-60886-048-5.

Titel erschienen bei  IDW Publishing:
- Memorial. 2012. (mit Rich Ellis) in:
  - Volume 1. #1–6, tpb 2012, ISBN 1-61377-354-4.

Titel erschienen bei Dynamite Entertainment:
- Masks. #1–8 (Art von Alex Ross und Dennis Calero) 2013, beinhaltet die Pulp Helden wie The Shadow, The Green Hornet, The Spider und Zorro.[10]